# ضربه فنی
ضربه فنی در کشتی یک معیار پیروزی سریع است که در آن کشتی‌گیر با نمایش برتری چشمگیر بر حریف خود، به صورتی آنی پیروز می‌شود و ۱۰ امتیاز کسب می‌کند.

## روش‌های ضربه فنی
- اختلاف امتیاز بزرگتر یا مساوی ۸ در کشتی فرنگی
- اختلاف امتیاز بزرگتر یا مساوی ۱۰ در کشتی آزاد
- ساییدن پشت و شانه‌های حریف به صورت کامل به سطح تشک